# Попешть (Арджеш)
Попешть, Попешті (рум. Popești) — село у повіті Арджеш в Румунії. Адміністративний центр комуни Попешть.
Село розташоване на відстані 79 км на захід від Бухареста, 50 км на південь від Пітешть, 103 км на схід від Крайови, 140 км на південь від Брашова.

## Населення
За даними перепису населення 2002 року у селі проживали 505 осіб, усі — румуни. Усі жителі села рідною мовою назвали румунську.